# Kang Sheng
Kang Sheng (康生) (Zhucheng, 4 novembre 1898 – Pechino, 16 dicembre 1975) è stato un politico cinese.
Fu un dirigente del Partito Comunista Cinese e, successivamente, della Repubblica Popolare Cinese.

## Biografia

### Prime esperienze
L'infanzia e l'adolescenza di Kang Sheng sono difficilmente documentate, in quanto non vi sono dati certi riguardo a questo periodo. Secondo Edgar Snow, nacque nel Shandong con il nome di Zhao Rong, oppure come Zhang Zhongke. Nel 1920, Kang prese dei corsi preparatori all'Università di Qinghua, poi insegnò in una scuola rurale a Zhujiang dal 1921 al 1923, prima di riprendere gli studi a Shanghai nel 1924. Nello stesso anno, o nel 1925, entrò nel Partito Comunista Cinese.
Lavorando nella sezione di Shanghai del PCC, Kang assunse numerosi pseudonimi, quali Zhang Shaoqing e Zhao Rong, divenendo un dirigente del comitato distrettuale del Partito. In seguito, partecipò all'insurrezione comunista del 1927, diretta da Zhou Enlai, che si rivelò però una sconfitta. Quando infatti questa venne repressa dal Kuomintang, Kang lasciò Shanghai e divenne brevemente membro del Comitato Provinciale del Jiangsu nel 1928, prima di riunirsi alle forze comuniste nelle campagne.
I rapporti ufficiali del PCC vedono Kang direttore del Dipartimento di Organizzazione del Comitato Centrale del PCC dal 1930 al 1931, membro del Politburo dal 1931, quindi segretario del Comitato Centrale dal 1931 al 1933, quando venne inviato come delegato permanente del PCC al Comitato Esecutivo del Comintern, a Mosca. Rimase in Unione Sovietica fino al 1937, quando fece ritorno in Cina per insegnare all'Università Anti-Giapponese.

### A Yan'an
Verso la fine degli anni Trenta, Kang raggiunse Mao Zedong nella sua base di Yan'an e, nel 1937, entrò nel Segretariato del PCC, dove rimase fino al 1949. Divenne un alleato della fazione di Mao contro quella del segretario Wang Ming, che venne sconfitta e bollata come revisionista di destra. L'anno successivo, divenne presidente della scuola di Partito, ricoprendo questo incarico per un anno, poi sostituito da Deng Fa.
A Yan'an, Kang conobbe Jiang Qing e i due divennero grandi amici. Fu proprio Kang a introdurla a Mao Zedong, che sposerà nel 1939.
Nel gennaio 1942, Kang partecipò al Movimento di Rettifica di Yan'an. Alcune fonti indicano che fu colpito dal Movimento e degradato, ma è più probabile che vi prese attivamente parte conducendo le epurazioni di certi quadri vicini alle segreterie deposte. In un discorso dell'agosto 1943, egli dichiarò trionfalmente che il Movimento di Rettifica aveva permesso al Partito di individuare, smascherare ed eliminare politicamente le spie e gli elementi anti-partito.
Durante la Terza guerra civile rivoluzionaria (1946-1949), Kang venne nominato segretario del Comitato Provinciale del Shandong e secondo segretario dell'Ufficio della Cina orientale.

### Nella repubblica popolare
Kang non ricoprì ruoli di rilievo nei primi anni della RPC, anche se fu governatore dello Shandong fino al 1955. Pare che la sua rivalità con il presidente Liu Shaoqi gli abbia impedito di ascendere ad incarichi più importanti. Verso la fine degli anni Cinquanta, Kang fu tra i principali critici del ministro della Difesa Peng Dehuai; dopo che questo venne deposto, Mao Zedong gli affidò la gestione dell'apparato di sicurezza del PCC. Dopo il Movimento Anti-Destra del 1959, Kang divenne il "secondo in comando" di Mao nelle epurazioni del Partito, ma ancora di più durante la Rivoluzione Culturale. Queste sue attività lo portarono, nel 1962, a tornare membro del Segretariato.
Kang sostenne attivamente la Rivoluzione culturale e già nel 1966 divenne "consigliere" del Gruppo per la Rivoluzione culturale, una commissione del Comitato centrale del Partito Comunista Cinese con alla testa Zhou Enlai incaricata di gestire il nuovo fenomeno, nonché membro del Comitato permanente dell'ufficio politico del Partito Comunista Cinese; la sua influenza crebbe con una rapidità impressionante, fino a portarlo, nel 1968, ad entrare nel nuovo Gruppo per la Rivoluzione Culturale.
Kang fu coinvolto nelle epurazioni che portarono alla caduta di Liu Shaoqi, Deng Xiaoping e Lin Biao, incrementando la propria influenza ogni volta che uno di questi veniva estromesso dal potere. Nel corso della Rivoluzione, condusse la persecuzione del Partito Popolare della Mongolia Interna, gruppo separatista ufficialmente disciolto dal PCC nel 1949. Egli incitò le Guardie Rosse a combattere il nemico di classe e i revisionisti, pur criticandole quando degenerarono in lotte intestine o contro gli operai, accusando Lin Biao di esserne il responsabile.
Pur essendo principalmente occupato a gestire il movimento, Kang collaborò anche con il governo cinese, specialmente nella politica estera. Mentre il governo, per quanto riguardava la Cambogia, appoggiava ufficialmente il principe Norodom Sihanouk come leader antimperialista, Kang fu tra i primi a sostenere la necessità di incrementare i supporti morali e materiali al Partito Comunista di Kampuchea guidato da Pol Pot.
L'ultima attività di Kang fu nel 1975, quando gettò le basi di quella che, l'anno dopo, sarebbe divenuta la campagna di critica alla destra, diretta contro il riabilitato Deng Xiaoping. Malato di cancro, nel dicembre 1975 venne ricoverato in ospedale, ormai in stadio terminale. Prima di morire, espresse le proprie preoccupazioni verso Jiang Qing, che riteneva una possibile traditrice. Scomparve il 16 dicembre dello stesso anno.

### Damnatio memoriae
Kang Sheng venne grandemente lodato dal Partito Comunista Cinese subito dopo la sua morte, visto come un eroe rivoluzionario e comunista. Tuttavia, venne successivamente accostato alla "banda dei quattro" di Jiang Qing e accusato di essere il responsabile di molti crimini compiuti durante la Rivoluzione culturale. In un rapporto segreto del 1978, Hu Yaobang (futuro segretario generale del Partito) accostò Kang a Feliks Dzeržinskij — fondatore della Čeka — e a Lavrentij Berija. Nel 1980 i suoi resti vennero rimossi dal Cimitero Rivoluzionario Babaoshan di Pechino.